# Mesiotelus grancanariensis
Espèce
Mesiotelus grancanariensis est une espèce d'araignées aranéomorphes de la famille des Liocranidae.

## Distribution
Cette espèce se rencontre en Espagne aux îles Canaries et au Portugal à Madère et en Algarve,.

## Description
Le mâle holotype mesure 4,4 mm et les femelles de 4,3 à 7,0 mm.

## Étymologie
Son nom d'espèce, composé de grancanari[a] et du suffixe latin -ensis, « qui vit dans, qui habite », lui a été donné en référence au lieu de sa découverte, la Grande Canarie.

## Publication originale
- Wunderlich, 1992 : Die Spinnen-Fauna der Makaronesischen Inseln: Taxonomie, Ökologie, Biogeographie und Evolution. Beiträge zur Araneologie, vol. 1, p. 1-619.